# Ferdinand Frensdorff
Ferdinand Frensdorff (né le 17 juin 1833 à Hanovre, mort le 31 mai 1931 à Göttingen) est un théoricien du droit allemand.

## Biographie
Ferdinand Frensdorff est le fils de Joseph Frensdorff, homme d'affaires juif, membre du rabbinat du Land de Hanovre (de) ; sa mère est la fille d'un rabbin de Brunswick. Sa sœur Rosalie épouse un homme qui deviendra rabbin à Legnica. Son cousin est l'orientaliste Salomon Frensdorff (de).
Ferdinand Frensdorff épouse Anna Cäcilie, la sœur de l'ophtalmologiste Richard Deutschmann (de).
Il étudie l'économie à Heidelberg, Göttingen, Berlin et Leipzig. Il devient membre en 1854 de la Burschenschaft Hannovera Göttingen (de).
Dans les années 1860, il travaille un temps à Augsbourg pour l'édition de Die Chroniken der deutschen Städte (de) pour la Commission historique de l'Académie bavaroise des sciences sous la direction de Karl von Hegel. Il existe une grande correspondance entre eux. Après avoir quitté le projet éditorial, il participe à la relecture d'autres volumes.
En 1881, il est membre de l'Académie des sciences de Göttingen.
Au cours du premier semestre 1878, il est recteur de l'université de Göttingen. En 1896, il fait partie du comité fondateur du Deutsches Rechtswörterbuch.
Son intérêt scientifique est principalement le droit médiéval des villes des régions parlant le bas allemand, notamment la constitution et le droit de Lübeck. Il montre les relations juridiques de la Ligue hanséatique et écrit un travail sur les privilèges des villes de la Ligue pour Monumenta Germaniae Historica qu'il laisse inachevé. Entre 1875 et 1900, il écrit pour Allgemeine Deutsche Biographie 82 biographies de juristes et d'historiens ayant un rapport avec Göttingen. En 1914, il publie une biographie de Gottlieb Planck.

## Œuvre
- Die Stadt- und Gerichtsverfassung Lübecks im 12. und 13. Jahrhundert. Lübeck 1861
- Das lübische Recht nach seinen ältesten Formen. S. Hirzel, Leipzig 1872
- Die Chroniken der Stadt Augsburg (Leipzig 1865-1866, 2 Bde.) in den Chroniken der deutschen Städte (Bd. 4 u. 5).
- Ein Urteilsbuch des geistlichen Gerichts zu Augsburg aus dem 14. Jahrhundert, In: Richard Wilhelm Dove (de): Zeitschrift für Kirchenrecht (Bd. 10, 1871).
- Dortmunder Statuten und Urteile, In: Hansische Geschichtsquellen 3: Buchhandlung des Waisenhauses, Halle 1882.
- Karl Bertram Stüve (de) in den Preußischen Jahrbüchern (1872-73, Bd. 30-32).
- Zur Erinnerung an Dr. Heinrich Thöl (de). Mohr, Freiburg i. B. 1885.
- Halle und Göttingen: Rede zur Feier des Geburtstages Seiner Majestät des Kaisers und Königs am 27. Januar 1894 im Namen der Georg-Augusts-Universität gehalten von F. Frensdorff. Dieterich, Göttingen 1894.
- Vom alten Reiche zum neuen. Rede zur Feier des 25jährigen Bestehens des deutschen Reiches am 18. Jan. 1896 im Namen der Georg-Augusts-Universität gehalten. Dieterich, Göttingen 1896.
- Über das Leben und die Schriften des Nationalökonomen J. H. G. von Justi. Neudr. d. Ausg. Göttingen 1903. Auvermann, Glashütten (im Taunus) 1970.
- Verlöbnis und Eheschließung nach hansischen Rechts- und Geschichtsquellen. In: Hansische Geschichtsblätter 1917/18, Bd. 23, S. 291–350; Bd. 24, S. 1–126.
- Dortmunder Statuten und Urtheile. Nachdruck der Ausgabe Halle, Verl. der Buchh. des Waisenhauses, 1882. Hildesheim; Zürich; New York: Olms 2005. (Hansische Geschichtsquellen; Bd. 3).  (ISBN 3-487-12083-6)
- Das Zunftrecht insbesondere Norddeutschlands und die Handwerkerehre. In: Hansische Geschichtsblätter. 34,1, 1907.
- Karl Hegel. In: Nachrichten von der Königl[ichen] Gesellschaft der Wissenschaften zu Göttingen. Geschäftliche Mitteilungen. 1902. Heft 1. Göttingen 1902. S. 52–72.
- Karl Hegel und die Geschichte des deutschen Städtewesens. Vortrag auf dem Hansetage zu Emden am 20. Mai 1902 gehalten von F[erdinand] Frensdorff. In: Hansische Geschichtsblätter. 1901. 1902. S. 141–160.